# Martti Kuusela
Martti Kuusela, född 9 oktober 1945 i Rovaniemi, är en finländsk fotbollstränare och tidigare mittfältare.
Kuusela var förbundskapten för det finska fotbollslandslaget mellan 1982 och 1987.
Som klubbtränare i Finland vann han finska ligan 1981 och 1990 med HJK Helsingfors. Utomlands har Kuusela varit verksam i bland annat Belgien, Grekland, Cypern, Danmark, Ungern, och Skottland. I Ungern vann han mästerskapet 1993 med Budapest Honved.